# Jusqu'à notre prochaine rencontre
Pour plus de détails, voir Fiche technique et Distribution.
Jusqu'à notre prochaine rencontre (また逢ふ日まで, Mata au hi made) est un film dramatique japonais réalisé par Yasujirō Ozu et sorti en 1932. 

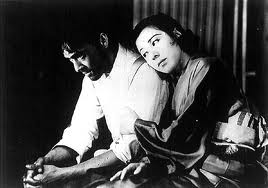
Jōji Oka et Yoshiko Okada, dans une scène du film.

Le film, considéré comme perdu, est le premier film sonore réalisé par Yasujirō Ozu.  

## Synopsis
Une romance entre une prostituée et un jeune homme se déroulant au cours de la nuit qui précède le départ de ce dernier à l'armée.

## Fiche technique
- Titre original : また逢ふ日まで (Mata au hi made?)
- Titre français : Jusqu'à notre prochaine rencontre
- Réalisation : Yasujirō Ozu
- Scénario : Kōgo Noda
- Photographie : Hideo Shigehara
- Montage : Hideo Shigehara
- Société de production : Shōchiku (studio de Kamata)
- Pays d'origine :  Empire du Japon
- Format : noir et blanc — 1,37:1 — 35 mm — muet
- Genre : mélodrame - film romantique
- Durée : 103 minutes[3] (métrage : dix bobines - 2 127 m[3])
- Date de sortie :
  - Empire du Japon : 24 novembre 1932[3]

## Distribution
- Yoshiko Okada : la femme
- Jōji Oka : l'homme
- Shin'yō Nara (ja) : le père de l'homme
- Hiroko Kawasaki : la sœur
- Chōko Iida : une servante
- Satoko Date : la petite amie
- Mitsuko Yoshikawa : une autre fille

## Autour du film
Un an après la sortie du premier film parlant de l'histoire du cinéma japonais, Mon amie et mon épouse de Heinosuke Gosho, Yasujirō Ozu réalise son premier film sonore en utilisant le système expérimental de son directeur de la photographie Hideo Shigehara comme il lui en avait fait la promesse, plutôt que le système Dohashi adopté par les studios Kamata de la Shōchiku. Le film est donc présenté avec une piste sonore sans dialogues mais avec bruitages et musique.
Bien que Yasujirō Ozu prétende parfois que l'amour romantique ne l'intéresse pas, mais seul l'amour entre membres d'une même famille, ce mélodrame romantique est bien reçu par la critique qui s'accorde à dire que le réalisateur est parvenu à saisir avec délicatesse les sentiments de deux êtres réels et vraisemblables, placés dans une situation réelle. Ozu prétend avoir été inspiré par l'interprétation de Yoshiko Okada, il déclare : « Elle était excellente et il ne fait aucun doute qu'il y a quelque chose de sensuel dans ses yeux ». Le film est classé septième par les lecteurs au sondage Kinema Junpō des meilleurs films de 1932.